# Breaza, Brașov
Breaza este un sat în comuna Lisa din județul Brașov, Transilvania, România.

## Istoric

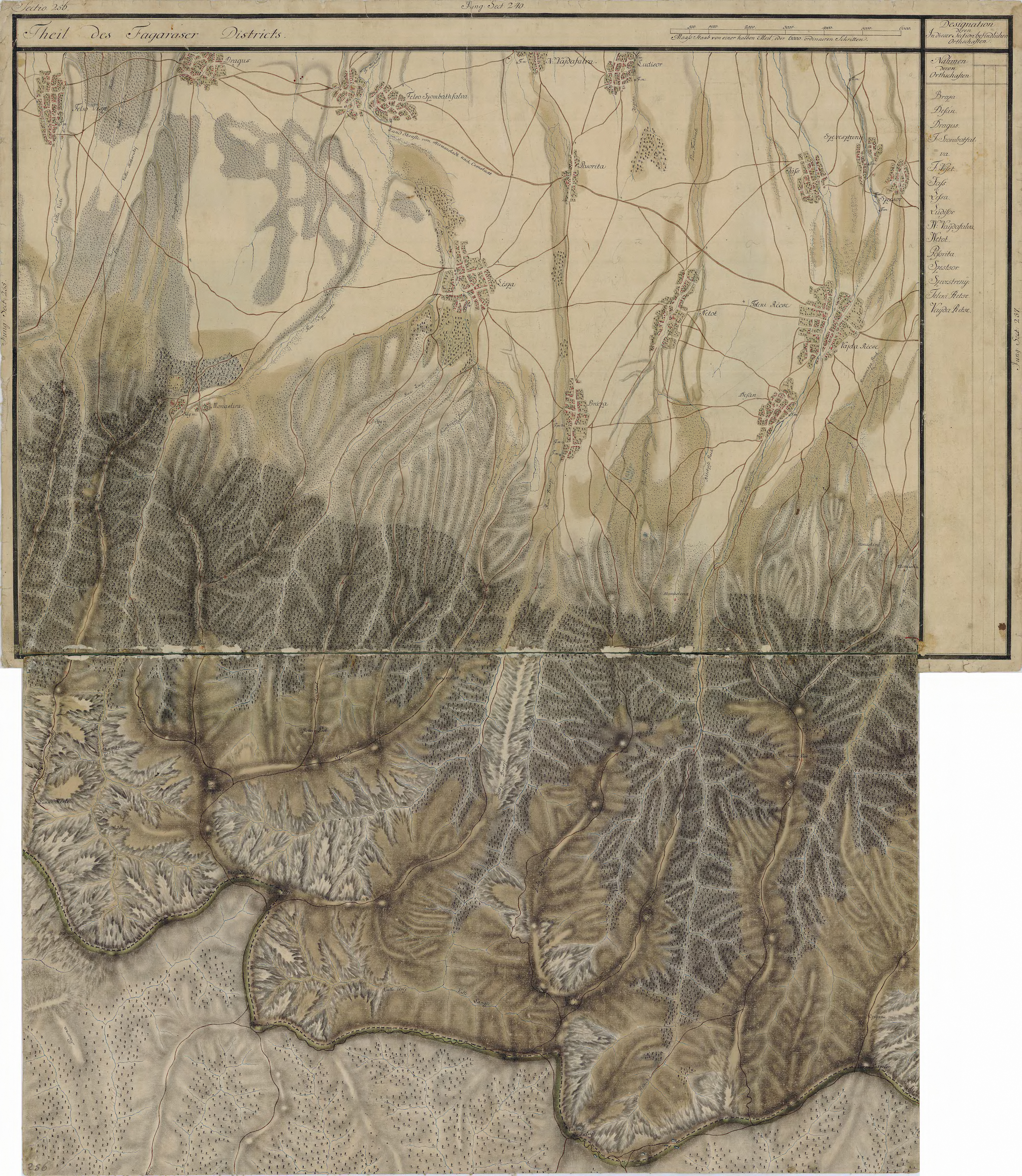
Breaza în Harta Iosefină a Transilvaniei, 1769-1773

- Pe o înălțime învecinată se află ruinele unei cetăți. Aceasta a atras atenția prin speculații legate de "descălecarea" Țării Românești. Arheologia nu permite legarea sitului de un scenariu oricum ipotetic. Inventarul arheologic cuprinde un pinten din secolul al IX-lea (nu neapărat legat de fortificația mult mai târzie), un vârf de săgeata datat (controversat) din secolul al XIV-lea și ceramică de secol XV. Planimetria cetății sugerează împărțirea ei între două ramuri ale aceleiași familii nobiliare fiecare cu donjonul ei. Ruinele capelei sugerează un stăpân catolic. Cercetările arheologice indică abandonul cetății, nu distrugerea. Cu totul particulare sunt soluțiile arhitecturale foarte performante și care nu au fost imitate în zonă.[3]

- În anul 1733, când episcopul greco-catolic Inocențiu Micu-Klein a dispus organizarea unui recensământ (unei conscripțiuni) în Ardeal, la Breaza au fost recenzate 40 de familii. Considerând că o familie era compusă, în medie din 5 persoane, rezultă că în Breaza anului 1733, locuiau circa 200 de persoane. Din același registru al conscripțiunii, aflăm că în Breaza erau trei preoți, toți trei ortodocși ("non uniti"), și anume: Popa Bukur (Bucur), Popa Mihaj (Mihai) și Popa Iuon (Ion). În Breaza exista o biserică ortodoxă. Numele preoților, ca și denumirea localității, erau redate cu ortografie maghiară, întrucât rezultatele conscripțiunii urmau să fie prezentate unei comisii formate din neromâni, în majoritate unguri.[4]
- În 1765, satul a fost parțial militarizat și a făcut parte din Compania a IX-a de graniță a Regimentului I de Graniță de la Orlat până în 1851, când a fost desființat.

## Imagini

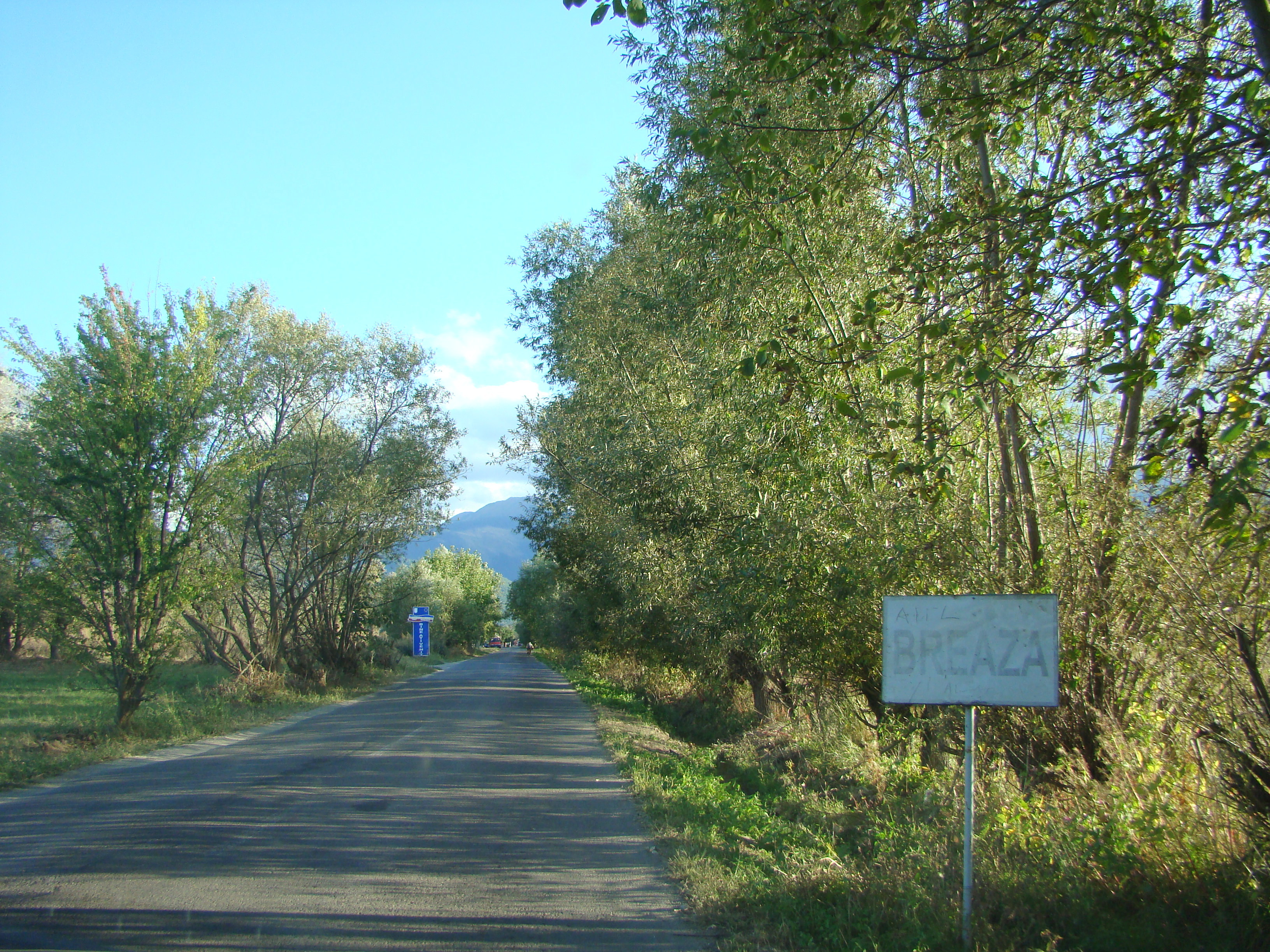
Intrarea în localitate
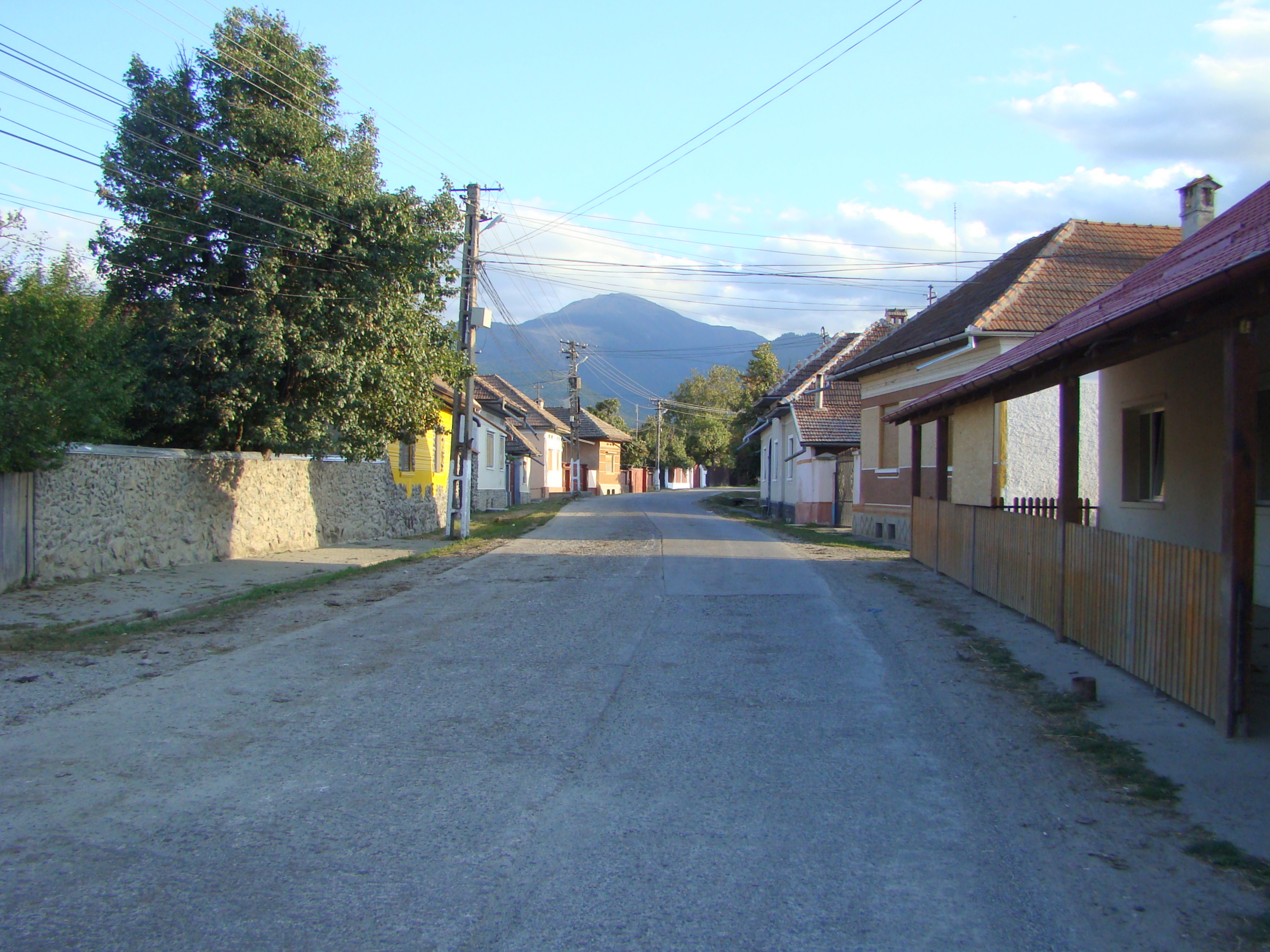
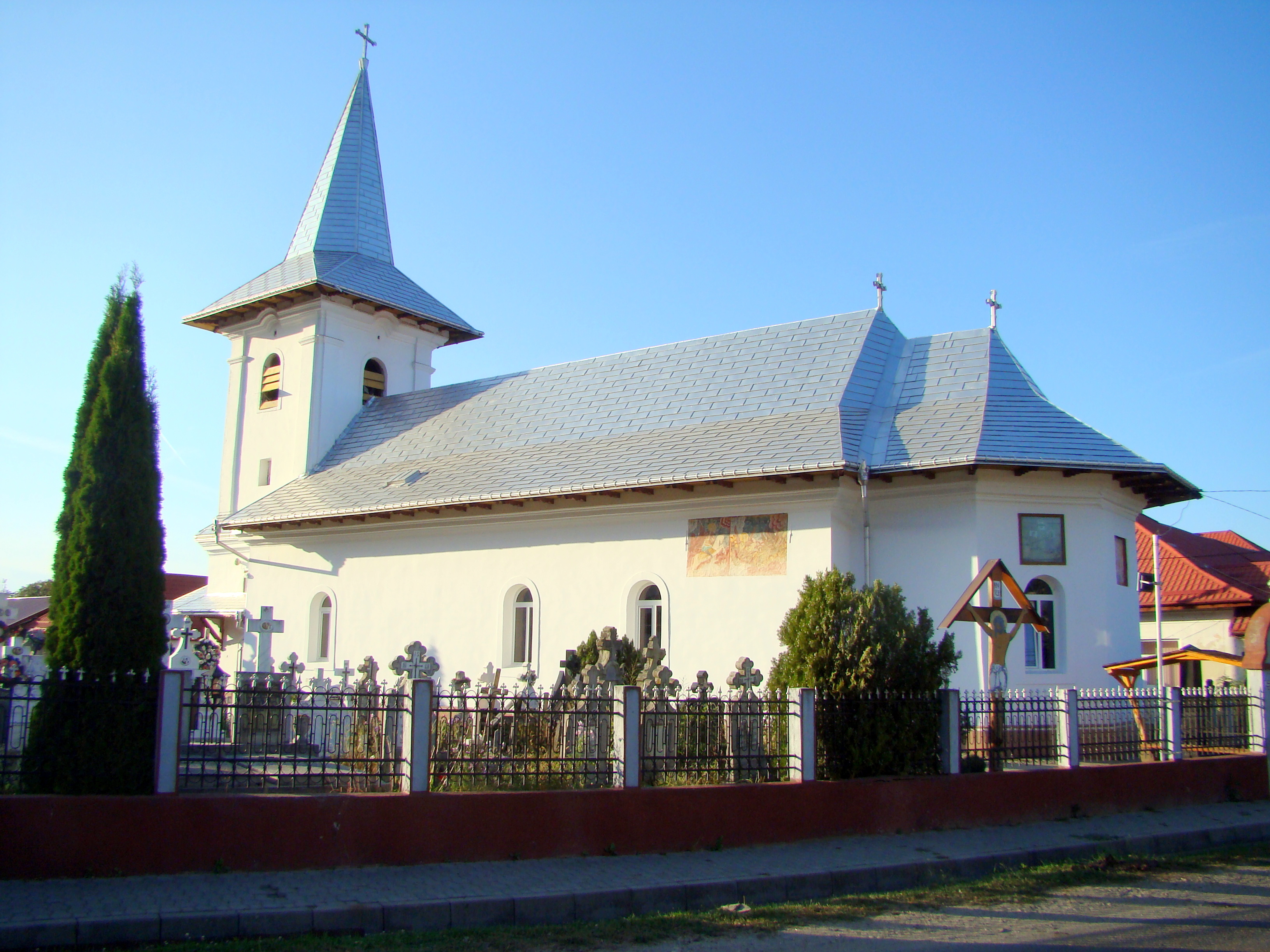
Biserica „Sfânta Treime”
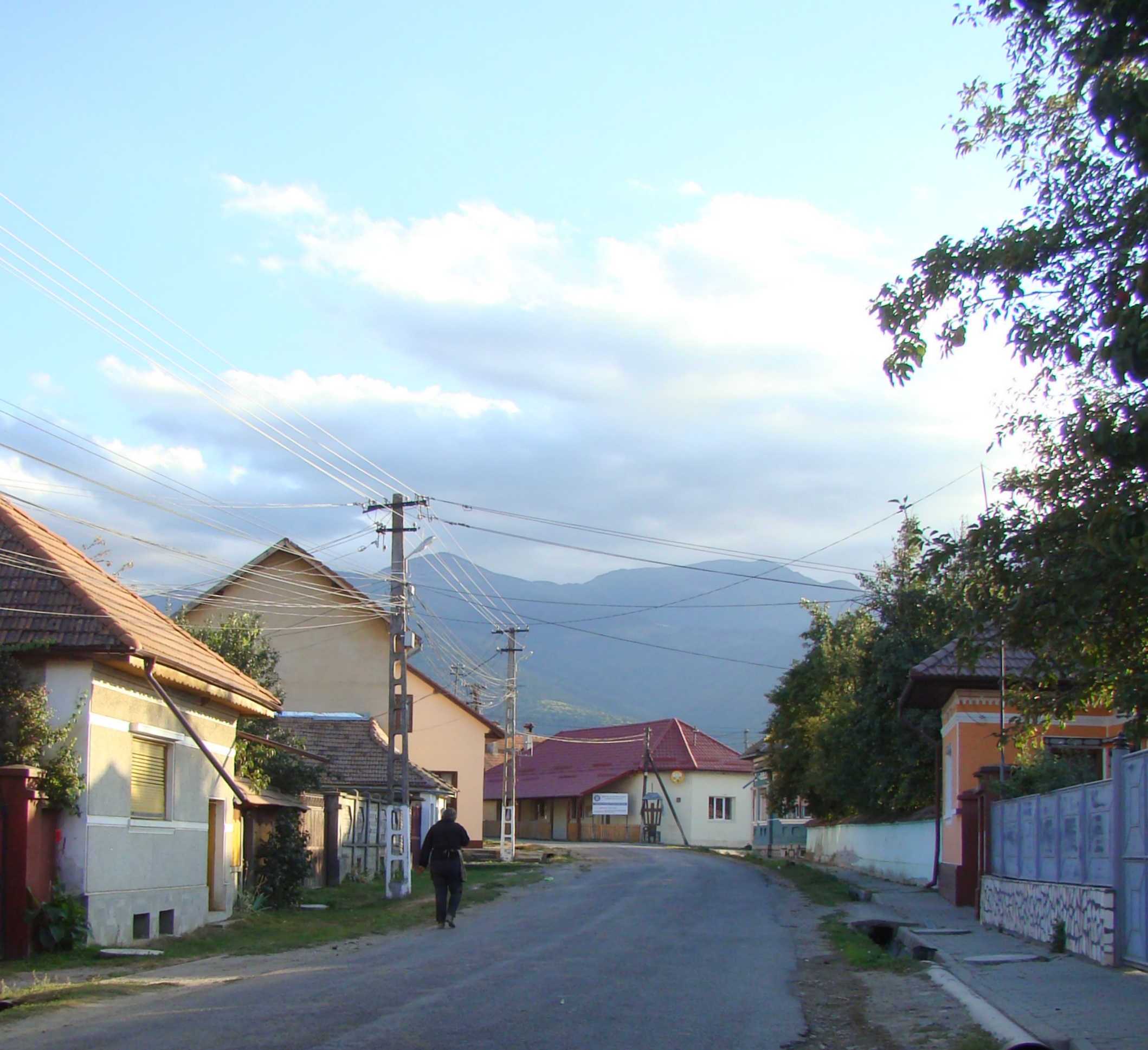
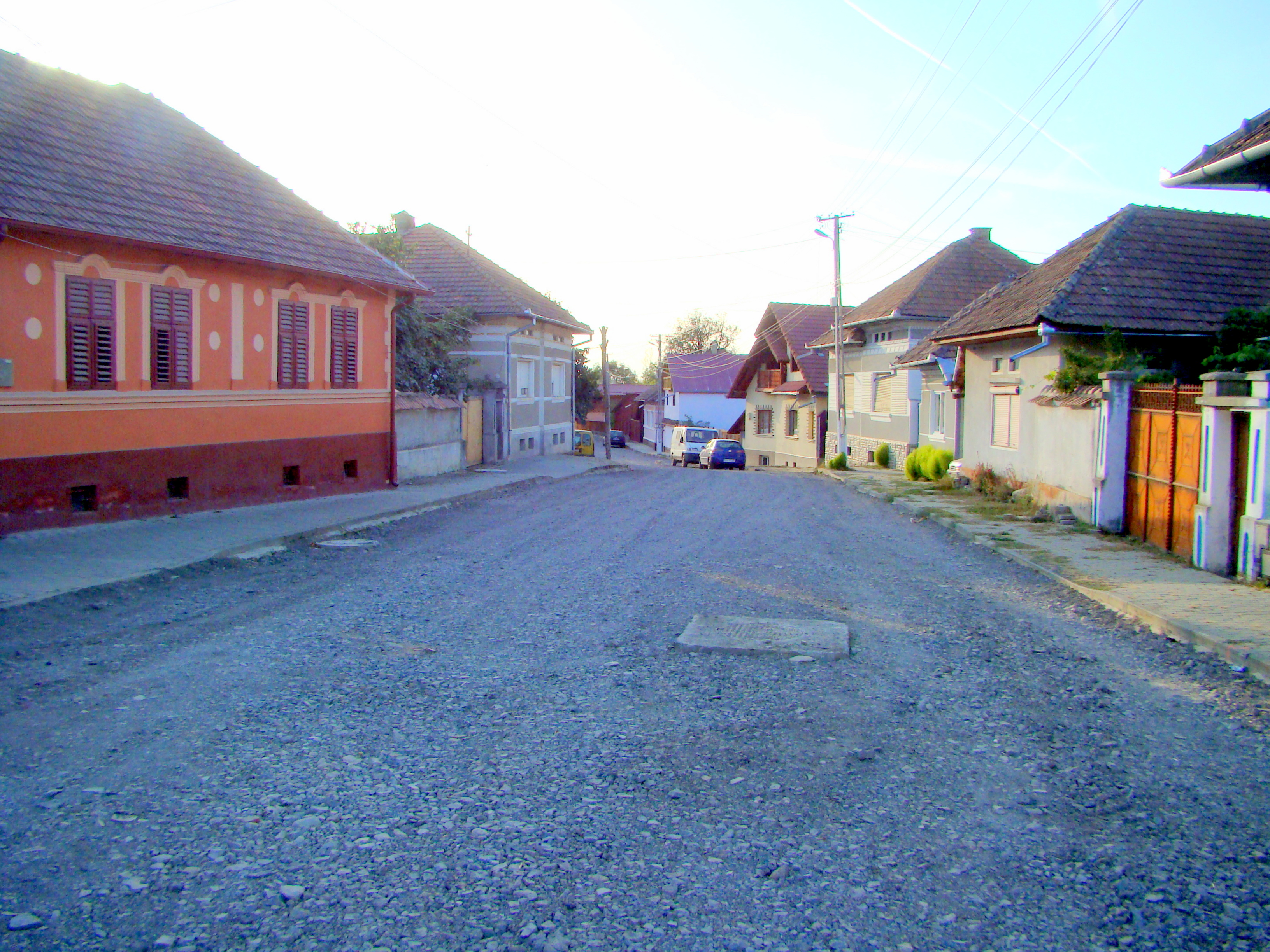